# Châteauneuf-la-Forêt
Châteauneuf-la-Forêt is een gemeente in het Franse departement Haute-Vienne (regio Nouvelle-Aquitaine) en telt 1613 inwoners (1999). De plaats maakt deel uit van het arrondissement Limoges.

## Geografie
De oppervlakte van Châteauneuf-la-Forêt bedraagt 29,1 km², de bevolkingsdichtheid is 55,4 inwoners per km².
De onderstaande kaart toont de ligging van Châteauneuf-la-Forêt met de belangrijkste infrastructuur en aangrenzende gemeenten.

## Demografie
Onderstaande figuur toont het verloop van het inwonertal (bron: INSEE-tellingen).